# 伊斯梅洛沃庄园

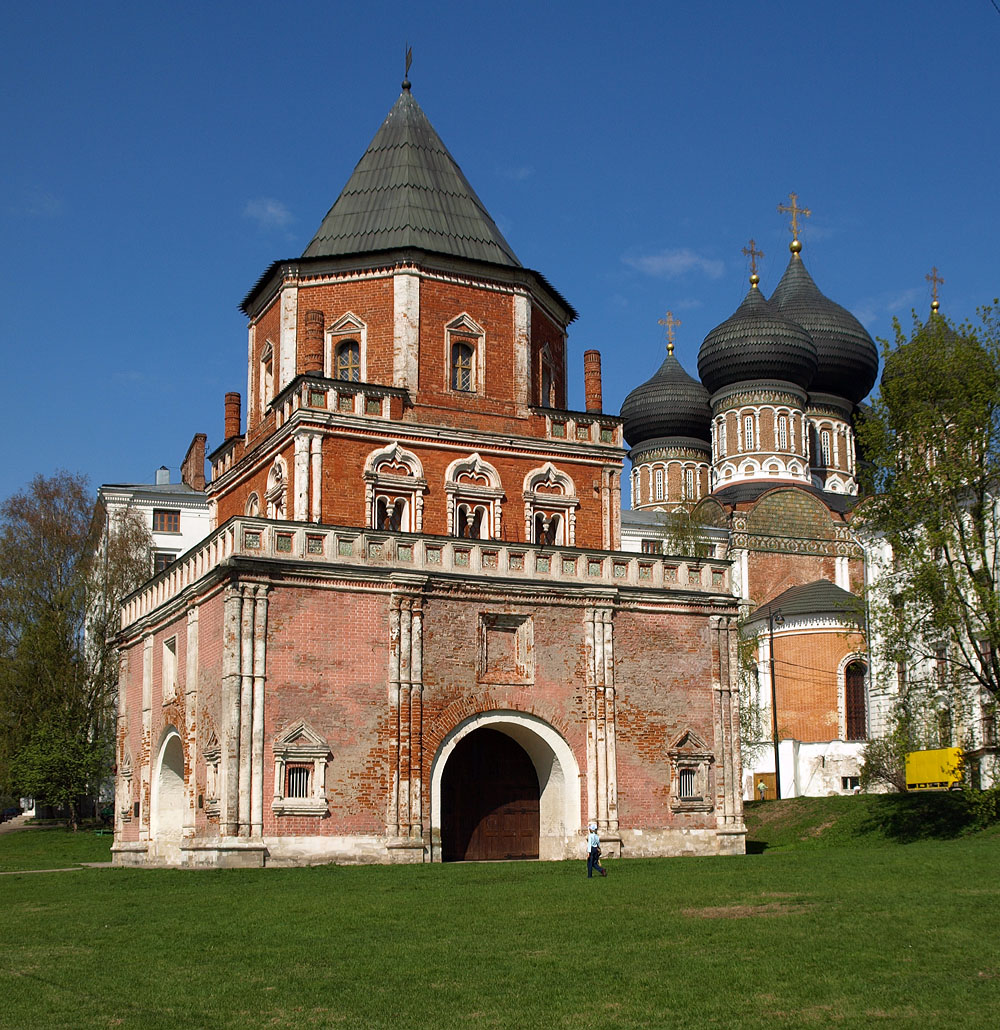
建于十七世纪70年代的瓮城塔和代祷的教堂。

55°47′30″N 37°45′44″E / 55.79167°N 37.76222°E
伊斯梅洛沃庄园（俄语：Усадьба Измайлово）是一处建立于俄国亚历克西斯一世统治时期的罗曼诺夫王朝的乡村住宅。它最初位于莫斯科市区以东7公里处，在20世纪扩张成为城市的一部分。庄园的领土绵延10至15平方公里的谢列布良河谷，大致相当于今天莫斯科铁路内环之间的伊斯梅洛夫森林、特列夫斯基森林（东南部）、切尔基佐沃市场（西北部）莫斯科環城公路。
在沙皇阿列克西斯（Tsar Alexis）和他的女儿索菲娅·阿列克谢耶夫娜的统治下，该庄园曾有过短暂繁荣。这里成为一个拥有模范农场、工作坊和狩猎保护区的大型庄园中心。
该处庄园的中心是是沙皇亚历克西斯的伊斯梅洛沃宫（俄语：Государев двор в Измайлово）。伊斯梅洛夫宫是一座建在人工岛上的一座木制宫殿，周围都是人工池塘。现在的庄园保留了两套宫殿大门、一座大教堂和一座建于17世纪70年代-80年代的瓮城。庄园其他的现存结构是由康斯坦丁·索恩和米哈伊尔·伯科夫斯基（Mikhail Bykovsky）在1839-1859年间建造的。在19世纪70年代时，该人工岛被改造成一座救济院。现在的庄园被改造成一个自由开放的露天博物馆。

## 历史

### 背景
尼娜塔·尤里耶夫（Nikita Yuryev）是阿纳斯塔西娅·罗曼诺夫娜的弟弟，他在十六世纪中叶得到了伊斯梅洛沃庄园。其所在的罗曼诺夫·扎卡赖·尤里耶夫家族，在俄罗斯东北部省份拥有土地，并在莫斯科东行政区和东北行政区（Rubtsovo，Preobrazhenskoye等地）建立了他们的郊区住宅。伊斯梅洛沃庄园的木制罗曼诺夫院子建在谢列布良河（Serebryanka）弯附近的一个小山上；这间院子成为了狩猎保护区的中心，这里的大多数居民在为罗曼诺夫的狩猎提供服务。在16世纪时，这里建起了一座将小山与陆地分离的水坝与池塘，这使得小山成为了一座“小岛”，仅有一块坚实的土地与陆地相连。
伊斯梅洛沃庄园在俄罗斯混乱时期被摧毁，但很快就又被罗曼诺夫·尤里耶夫（Romanov-Yuryev）家族恢复了其原来的状态。在1655年，由于罗曼诺夫家族的衰败，家族的财产亦被当时的沙皇阿列克西斯所继承。阿列克西斯合并了许多罗曼诺夫的地产，形成了一块从西部的亞烏扎河到东部的庫斯科沃和佩科卡河绵延不断的领地。阿列克西斯对庄园与人口进行重组，将农民（548户）和商人（216户）迁往各省。

### 繁荣

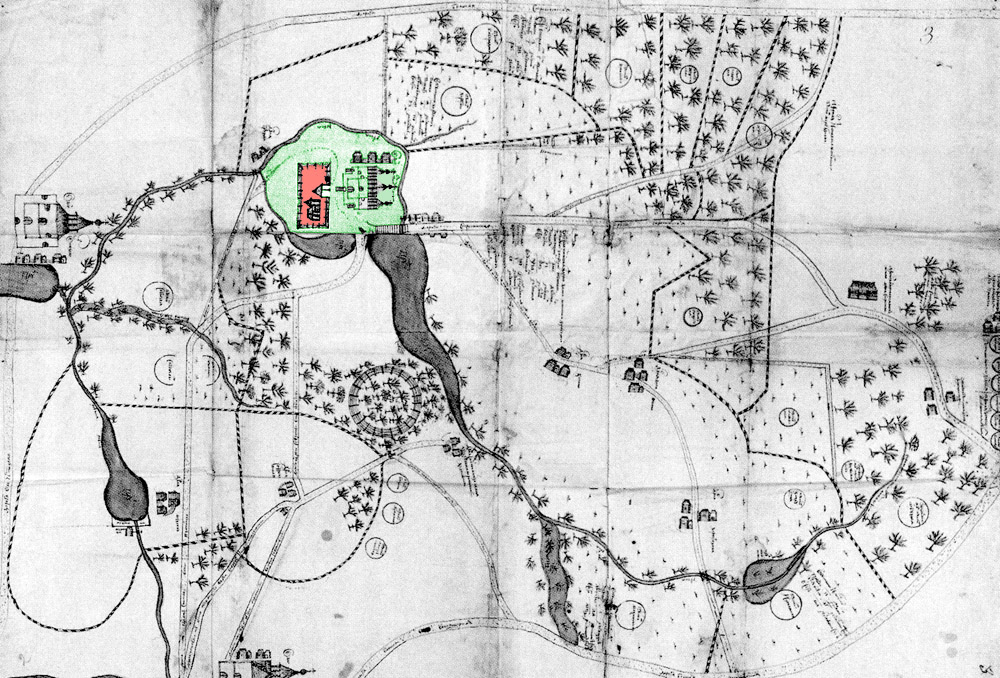
1664年，在重大重建之前的伊斯梅洛夫庄园地图。请注意：“岛”（绿色）与法院（红色）仍与大陆相连。下面的圆形结构是动物园，这里还没有护城河。小而模糊的圆圈表示适于耕作或建设的闲置土地。事实上，现在这里的树比当时多了许多。

1663年，阿列克西斯决定将他的个人领地转变为一个技术先进的俄罗斯经济中心；他认为，自己的农业技术和手工艺，可以完善到国内产品足以替代需要进口的葡萄酒、丝绸、棉花和香料的程度。另一个不那么雄心勃勃的目标是，在庄园里种植大量的俄罗斯传统农产品—小麦和亚麻。实际上，这项计划的大部分都实现了。伊兹梅罗沃葡萄园在冬天靠隔离垫保护，这种情况持续了几十年；瓜类在阿斯特拉罕的土壤中生长，无花果和椰子则在温室里缓慢地生长，饲养丝虫似乎成了计划中唯一一个完全失败的尝试。在亚历克西斯死后不久，伊斯梅洛沃庄园的库存记录，包括数百名俄罗斯和外国雇员的名字，都被编纂成档案，并与1660年代的原始建筑计划一起保存，这使得伊斯梅洛沃庄园成为俄罗斯17世纪拥有最完整记录的庄园。
在1664年到1670年之间，谢列布良河（Serebryanka）和其他较小的支流被新修建的水坝隔断水流，形成了一个拥有超过20个大大小小池塘的水利系统（较大的池塘现存至今）。这为灌溉、渔业和水厂提供了足够的水资源。历史上的伊斯梅洛沃山丘是从大陆上分割出来的，其拥有一条宽阔的护城河；阿列克西斯声称该岛是他的专属住所，并将伊斯梅洛沃庄园迁移到向北2公里的新地点，以今天的伊斯梅洛沃墓地和建于1676-1677年的基督耶稣诞生教堂为标志。